# Manuele Boaro
Manuele Boaro (Bassano del Grappa, 12 marzo 1987) è un ex ciclista su strada italiano.

## Carriera

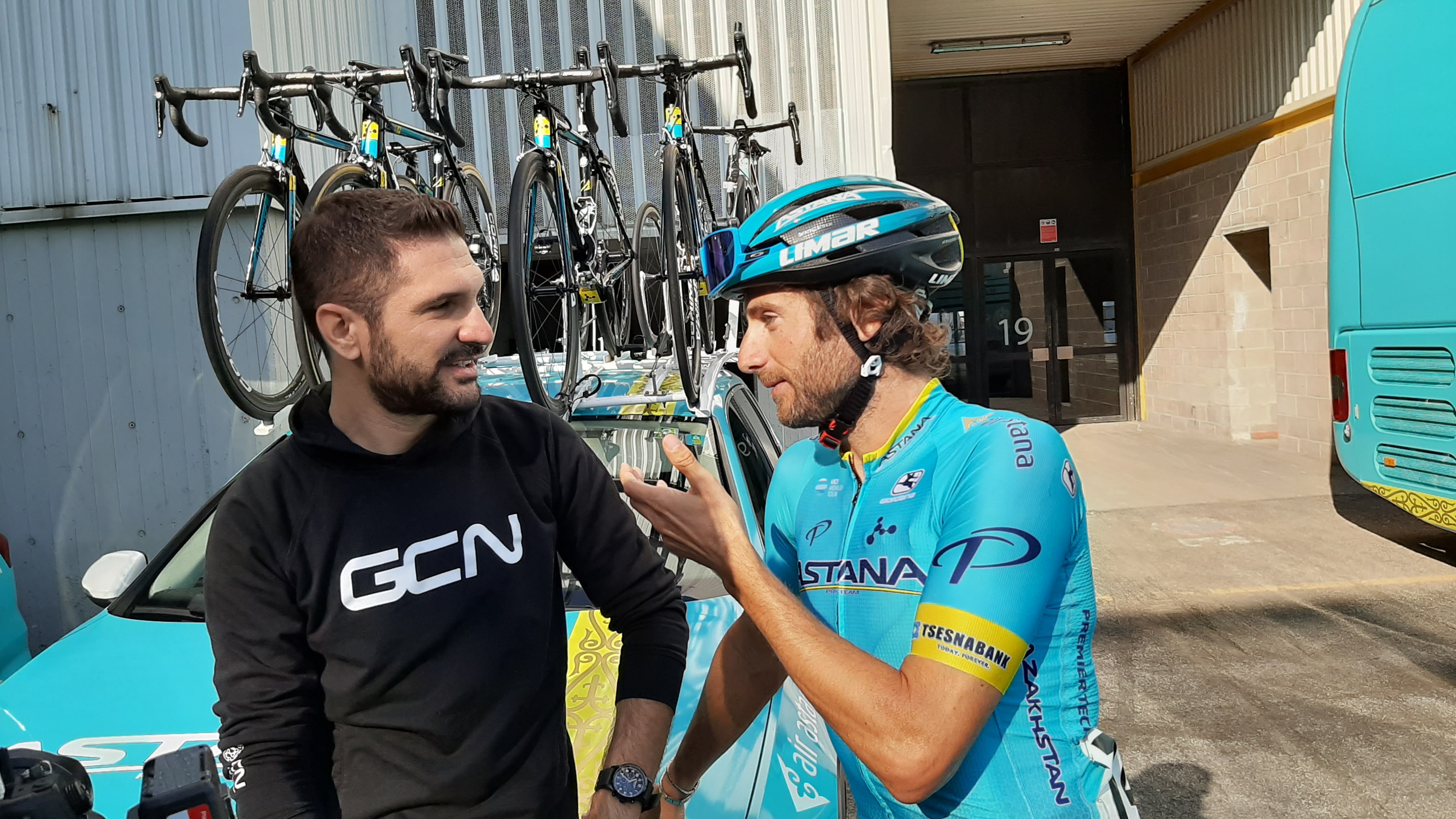
Manuele Boaro e Alan Marangoni alla partenza del Giro dell'Emilia 2019.

Boaro colse diversi successi già nelle categorie giovanili e nel 2005 fu campione italiano a cronometro tra gli juniores, dopo aver partecipato l'anno precedente ai mondiali di Verona nella stessa specialità, terminando al nono posto. Passato nella categoria Dilettanti Elite/Under-23 con la Zalf-Désirée-Fior nel 2007, ottenne subito i primi successi in gare del circuito Europe Tour imponendosi nel Gran Premio della Liberazione e aggiudicandosi due vittorie di tappa, rispettivamente al Grand Prix Tell e al Giro della Toscana Under-23. Nel 2008 si impose quindi al Trofeo ZSŠDI, altra gara del calendario europeo.
Dopo una stagione da Elite alla Trevigiani-Dynamon-Bottoli, nella seconda metà del 2010 Boaro si trasferì come stagista alla Carmiooro-N.G.C.. Fu quindi ingaggiato per il 2011 dalla Saxo Bank-Sungard con un contratto annuale (rinnovato poi per altri due anni), compiendo in tal modo il salto nel professionismo. Nel 2011 concluse al secondo posto la prova a cronometro Elite dei campionati italiani, battuto da Adriano Malori, mentre nel 2012, oltre a classificarsi secondo al Circuit de la Sarthe, debuttò alla Milano-Sanremo e al Giro d'Italia; in quel Giro ottenne un quarto posto nella cronometro iniziale a Herning. Dopo la "Corsa Rosa" viene selezionato dal C.T. della Nazionale Paolo Bettini per un raduno di tre giorni a Levico Terme per preparare i Giochi olimpici e il mondiale; non viene però poi convocato. Per il 2017 viene ingaggiato dal neonato Bahrain-Merida Pro Cycling Team.

## Palmarès
- 2004 (Juniores)

3ª tappa, 2ª semitappa, 3Tre Bresciana (Brescia > Brescia)
- 2005 (Juniores, U.C. Giorgione Aliseo, due vittorie)

Campionati italiani, Prova a cronometro Juniores
3ª tappa, 2ª semitappa, 3Tre Bresciana (Brescia > Brescia)
- 2007 (Dilettanti Under-23, Zalf-Désirée-Fior, quattro vittorie)

Gran Premio della Liberazione
1ª tappa Grand Prix Tell
3ª tappa Giro della Toscana Under-23
Medaglia d'Oro Fiera di Sommacampagna
- 2008 (Dilettanti Under-23, Zalf-Désirée-Fior, due vittorie)

Trofeo ZSŠDI
Medaglia d'Oro Frare De Nardi
- 2009 (Dilettanti Under-23, Zalf-Désirée-Fior, due vittorie)

Gran Premio Città di Valeggio
Memorial Davide Fardelli
- 2010 (Dilettanti Elite, Trevigiani-Dynamon-Bottoli, una vittoria)

Trofeo Città di Brescia
- 2014 (Tinkoff-Saxo, una vittoria)

3ª tappa Giro di Danimarca (Skanderborg > Vejle)
- 2015 (Tinkoff-Saxo, una vittoria)

4ª tappa Circuit de la Sarthe (Angers > Pré-en-Pail)
- 2018 (Bahrain Merida Pro Cycling Team, una vittoria)

5ª tappa Tour of Croatia (Rabac > Poklon)

### Altri successi
- 2007

1ª tappa, 2ª semitappa Giro del Veneto e delle Dolomiti (cronosquadre)
- 2013

Classifica scalatori Volta ao Algarve
- 2019

1ª tappa Vuelta a España (Salinas de Torrevieja > Torrevieja, cronosquadre)

## Piazzamenti

### Grandi Giri
- Giro d'Italia

2012: 131º
2013: 100º
2015: 96º
2016: 46º
2017: 74º
2018: 75º
2019: 90º
2020: ritirato (18ª tappa)
- Vuelta a España

2016: 147º
2017: 116º
2019: 128º

### Classiche monumento
- Milano-Sanremo

2012: 74º
2013: ritirato
2015: 123º
2016: 144º
2017: 115º
2019: 97º
2020: ritirato
2021: 124º
2022: 73º
- Giro delle Fiandre

2014: ritirato
2022: ritirato
- Parigi-Roubaix

2014: ritirato
2022: 97º
- Liegi-Bastogne-Liegi

2015: ritirato
- Giro di Lombardia

2011: ritirato
2012: ritirato
2020: ritirato
2021: ritirato

### Competizioni mondiali
- Campionati del mondo

Verona 2004 - Cronometro Juniors: 20º
Salisburgo 2005 - Cronometro Juniors: 17º
Mendrisio 2009 - Cronometro Under-23: 18º
Valkenburg 2012 - Cronosquadre: 13º
Montecatini 2013 - Cronosquadre: 9º
Ponferrada 2014 - Cronosquadre: 5º
Richmond 2015 - Cronosquadre: 27º

### Competizioni europee
- Campionati europei su strada

Mosca 2005 - In linea Juniores: ritirato
Mosca 2005 - Cronometro Juniores: 3º
Alkmaar 2019 - Staffetta mista: 3º
Plouay 2020 - In linea Elite: ritirato
- Giochi europei

Baku 2015 - Cronometro: 11º
Baku 2015 - In linea: 24º